# Lovastatina nonachetide sintasi
La lovastatina nonachetide sintasi è un enzima appartenente alla classe delle transferasi, che catalizza la seguente reazione:
acetil-CoA + 8 malonil-CoA + 11 NADPH + 10 H+ + S-adenosil-L-metionina ⇄ diidromonacolina L + 9 CoA + 8 CO2 + 11 NADP+ + S-adenosil-L-omocisteina + 6 H2O
L'enzima dei microrganismi è una proteina multifunzionale che catalizza la maggior parte delle reazioni di costruzione della catena, della acido grasso sintasi (numero EC 2.3.1.85), così come la metilazione riducente e la reazione di Diels-Alder.